# 583 a.C.

## Eventos
- Evil-Merodaque, filho de Nabucodonosor II e noivo de Nicotris, foi caçar nas fronteiras da Média. Astíages, filho de Ciaxares, auxiliado pelo jovem Ciro, que ainda não tinha 16 anos, e a cavalaria meda, derrotam os assírios e os expulsam. Logo depois Ciro foi chamado por seu pai Cambises I, quando ainda faltava um ano para sua educação.[1]

## Mortes
- Falecimento de Periandro, o segundo tirano de Corinto.[carece de fontes?]